# Buldon
Buldon ist eine philippinische Stadtgemeinde in der Provinz Maguindanao del Norte. Sie hat 35.282 Einwohner (Zensus 1. August 2015).

## Baranggays
Buldon ist politisch in 15 Baranggays unterteilt.
- Ampuan
- Aratuc
- Cabayuan
- Calaan (Pob.)
- Karim
- Dinganen
- Edcor (Gallego Edcor)
- Kulimpang
- Mataya
- Minabay
- Nuyo
- Oring
- Pantawan
- Piers
- Rumidas